# سيمونيتا ستيفانيلي
سيمونيتا ستيفانيلي (بالإيطالية: Simonetta Stefanelli)‏ هي ممثلة وسيدة أعمال ومصممة أزياء إيطالية ولدت في يوم 30 نوفمبر 1954 في مدينة روما عاصمة إيطاليا، بدأت التمثيل في سنة 1968 وأشتهرت بأدائها لأدوار الإغراء، أشهر الأفلام التي مثلتها هو فيلم العراب في سنة 1972 وألذي أدت به دور أوبولونيا كورليوني. إرتبطت بالمخرج ميكيل بلاسيدو وأنجبت منه 3 أبناء منهن الممثلة والمغنية فيولانتي بلاسيدو، تزوجا في سنة 1989 وثم إنفصلا عن بعض في سنة 1994 لتقضي بقية حياتها في لندن مع أطفالها.

## روابط خارجية
- سيمونيتا ستيفانيلي على موقع IMDb (الإنجليزية)
- سيمونيتا ستيفانيلي على موقع ألو سيني (الفرنسية)
- سيمونيتا ستيفانيلي على موقع أول موفي (الإنجليزية)
- سيمونيتا ستيفانيلي على موقع قاعدة بيانات الأفلام السويدية (السويدية)
- سيمونيتا ستيفانيلي على موقع إن إن دي بي (الإنجليزية)
- سيمونيتا ستيفانيلي على موقع قاعدة بيانات الفيلم (الإنجليزية)
- سيمونيتا ستيفانيلي على موقع كينوبويسك (الروسية)